# Autonomazione
L'autonomazione (contrazione di autonomia e automazione) è un concetto che prese vita intorno al 1980, con lo sviluppo di un nuovo paradigma di produzione industriale, la cosiddetta lean production (produzione snella), introdotto per primo dalla fabbrica automobilistica giapponese Toyota. Il termine originale in lingua giapponese è jidoka (自働化).
Nella nuova filosofia di produzione di automobili infatti, i lotti di produzione assumono un'ampia autonomia nella gestione delle loro attività finanche ad interrompere il flusso produttivo per correggerne i difetti e sono dotate di macchinari altamente specializzati che esaltano il concetto di automazione.